# Le Pin (Deux-Sèvres)
Le Pin ist eine französische Gemeinde mit 1.069 Einwohnern (Stand: 1. Januar 2022) im Département Deux-Sèvres in der Region Nouvelle-Aquitaine (bis 2015 Poitou-Charentes). Sie gehört zum Arrondissement Bressuire und zum Kanton Cerizay. Die Einwohner werden Pintais genannt.

## Geographie
Le Pin liegt etwa 12 Kilometer westnordwestlich von Bressuire. Durch die Gemeinde fließt der Argenton. Umgeben wird Le Pin von den Nachbargemeinden Nueil-les-Aubiers im Norden und Nordosten, Bretignolles im Osten, Cirières im Südosten, Cerizay im Süden, Combrand im Westen sowie Mauléon im Nordwesten.

## Bevölkerungsentwicklung
| Jahr                      | 1962 | 1968 | 1975 | 1982 | 1990 | 1999 | 2006 | 2013 |
| Einwohner                 | 895  | 920  | 910  | 982  | 1014 | 1020 | 1032 | 1054 |
| Quelle: Cassini und INSEE |      |      |      |      |      |      |      |      |

## Sehenswürdigkeiten

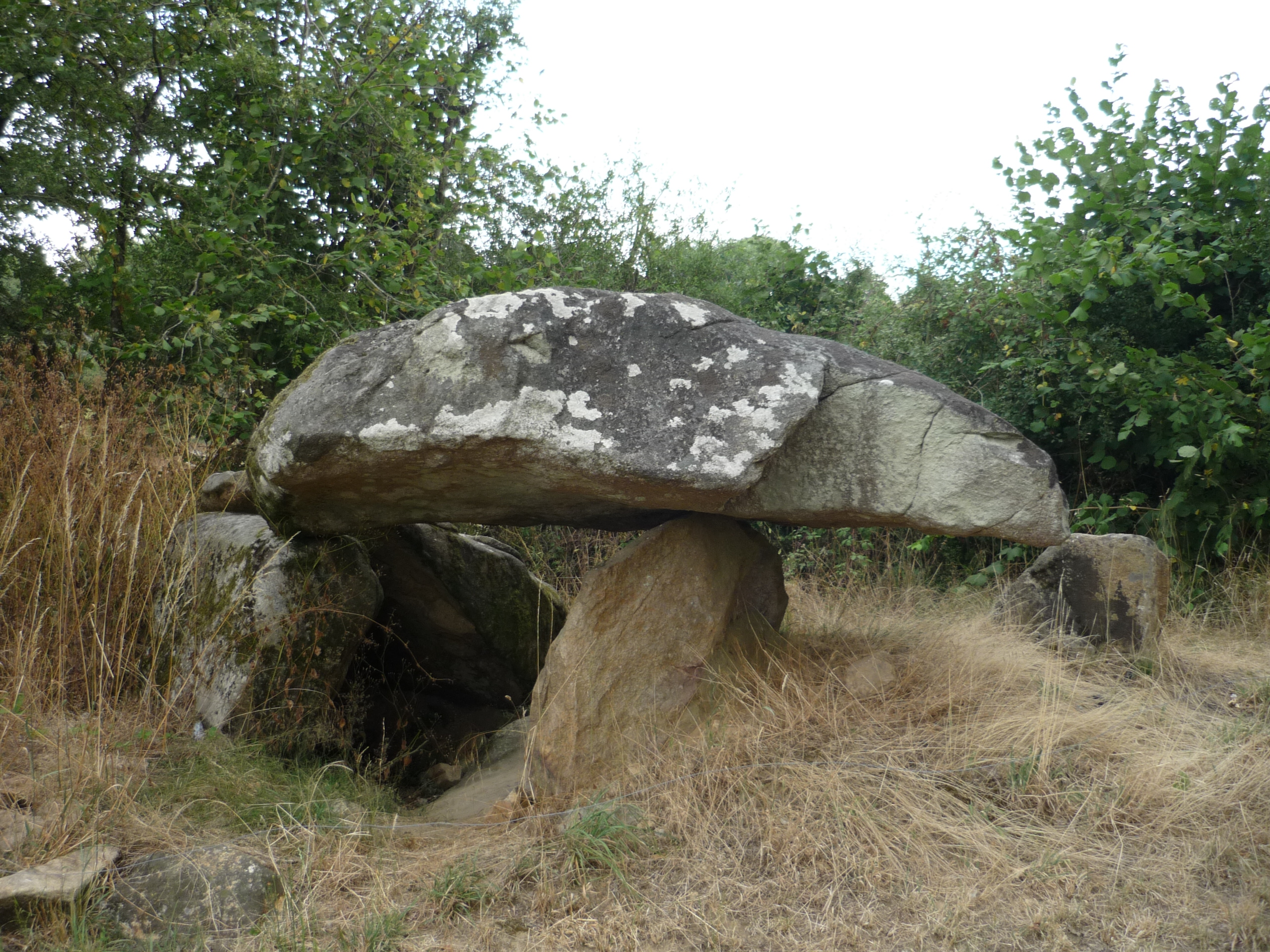
Dolmen de la Voie

- Dolmen de la Voie
- Kirche Notre-Dame
- Schloss Les Roches Blanches
- Schloss La Tremblaye
- Brücke Paillat